# Eppie Wietzes
Egbert "Eppie" Wietzes, född 28 maj 1938 i Assen i Nederländerna, död 10 juni 2020, var en kanadensisk racerförare. Han bodde i Toronto. År 1993 blev han hedersmedlem i Canadian Motorsport Hall of Fame.

## Racingkarriär
Wietzes var en toppförare inom nationell kanadensisk racing i slutet av 1960-talet. Han körde en inhyrd Lotus för Comstock Racing i det första formel 1-loppet som arrangerades i Kanada 1967. Wietzes lyckade inte utan fick problem med tändningen och diskvalificerades efter att ha tagit emot extern hjälp för att få igång bilen. Wietzes fortsatte med framgång att tävla i bland annat i formel 5000. Han gjorde dock ett nytt inhopp i F1, då han körde en hyrd Brabham i hemmaloppet i Kanada 1974. Han tvingades dock bryta sitt sista grand prix-lopp och inriktade sig i fortsättningen på formel 5000.

## F1-karriär
| Säsong | Stall/Tillverkare                    | Poäng | Placering |
| ------ | ------------------------------------ | ----- | --------- |
| 1967   | Lotus-Ford                           | 0     | –         |
| 1974   | Team Canada Formula 1 (Brabham-Ford) | 0     | –         |